# Ośrodek Edukacji Leśnej Łysy Młyn
Ośrodek Edukacji Leśnej "Łysy Młyn" – to placówka edukacyjna Lasów Państwowych utworzona w Nadleśnictwie Łopuchówko popularyzująca w społeczeństwie wiedzę z zakresu leśnictwa.

## Utworzenie
Utworzony został w lipcu 2011 na terenie Obszaru Natura 2000, poligonu Biedrusko, w Leśnictwie Marianowo. Ośrodek mieści się w zabytkowym drewnianym młynie wodnym.

## Edukacja
W Ośrodku prowadzona jest edukacja leśna w skierowana do uczniów szkół podstawowych, gimnazjalnych i ponadgimnazjalnych. Zajęcia odbywają się w budynku młyna (sale edukacyjne, w tym leśne laboratorium wyposażone w mikroskopy), na ścieżce edukacyjnej „Rola wody w przyrodzie” dodatkowo przy młynie znajduje się parking leśny.
Na terenie Ośrodka odbywają się praktyki dla studentów I roku studiów II stopnia kierunku leśnictwo prowadzonym na Uniwersytecie Przyrodniczym w Poznaniu z edukacji przyrodniczo-leśnej w ramach przedmiotu „Leśnictwo a ekorozwój”.

## Inne zadania
W Ośrodku Edukacji Leśnej Łysy Młyn utworzono Centrum Ochrony Pachnicy Dębowej. Centrum koncentruje się na ochronie tego rzadkiego owada, badaniu gatunków saproksylicznych i podnoszeniu świadomości na temat znaczenia ochrony tych zwierząt.